# Naviglio di Brescia
Il Naviglio di Brescia (in bresciano Naéle de Brèsa) è una via d'acqua, frutto di una derivazione delle acque del fiume Chiese, che scorre prevalentemente nella provincia di Brescia. Nasce a Gavardo, attraversa la bassa Valle Sabbia, bagna Brescia e taglia trasversalmente la pianura Padana orientale per immettersi nel fiume Oglio nei pressi di Canneto sull'Oglio.
È stato essenzialmente costruito per vari scopi: irrigui, di navigazione, di trasporto merci ed energetici. Attualmente la sua unica funzione è quella di consentire l'irrigazione dei territori che attraversa. La gestione e manutenzione del canale è affidata al consorzio di bonifica Medio Chiese.

## Struttura dei canali

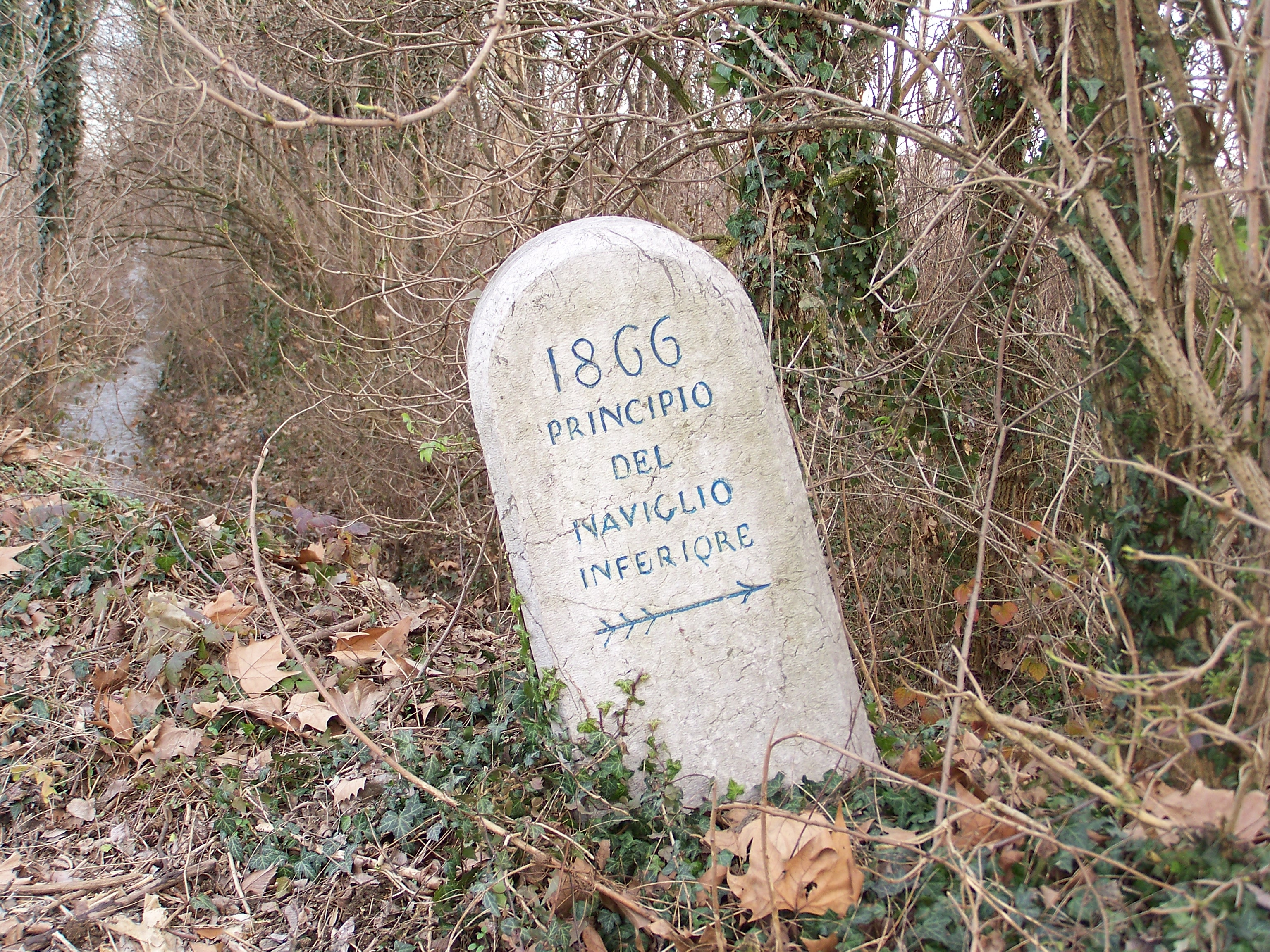
Cippo del 1866 indicante il principio del Naviglio Inferiore.

La struttura del Naviglio è molto complessa. Nonostante non vi siano soluzioni di continuità lungo tutto il suo percorso, il canale cambia notevolmente la sua morfologia per la presenza di derivazioni secondarie che riducono, o aumentano, la portata. Le diverse denominazioni che il canale possiede lungo il suo cammino segnalano questi cambiamenti morfologici.
- Naviglio Grande Bresciano: è la denominazione del tratto Gavardo - Brescia. Trae circa la metà della portata del fiume Chiese all'altezza di Gavardo; ha ampiezza media tra 7 e 9 metri e ha una profondità superiore ai 50 cm. Da esso nascono diverse rogge che irrigano la bassa Valle Sabbia e le campagne di Castenedolo e Bedizzole. A Sant'Eufemia (frazione di Brescia) diventa a pelo d'acqua. Fino al secolo XVIII l'ultimo tratto non era coperto e giungeva fino alla zona di canton Mombello (presso le mura venete), dove si trovava un porto e il canale emissario che a quel tempo era il Vaso Naviglio, ora non più esistente. Attualmente, infatti, quello che resta del Naviglio Grande s'immette direttamente nel Garza.

- Naviglio Cerca: all'altezza di Sant'Eufemia si diparte questa diramazione del Naviglio che ne eredita la maggior parte della portata (poco più della metà). Ha ampiezza di poco superiore ai 3 metri e una profondità inferiore al mezzo metro. Attraversa le località Sampolino e San Polo Vecchio fino a giungere presso il Garza.

- Canale Naviglio: con una semplice soluzione idraulica, utilizzando il principio dei vasi comunicanti, il Naviglio scavalca il Garza, riducendo ulteriormente la sua portata. Questo canale attraversa la località Gerole di Borgosatollo, per poi spagliarsi nella campagna di Piffione.

- Naviglio di San Zeno: è formato dallo spaglio delle derivazioni del canale precedente. Ha una ampiezza media intorno ai 3 - 4 metri e una profondità di 30 cm. Attraversa il comune di San Zeno Naviglio e affianca per 3 km la strada provinciale Brescia - Cremona. All'altezza del bivio per Montirone, in località Chiaviche (Poncarale) si trova un sistema di chiuse che regola l'irrigazione della campagna del comune di Poncarale.

- Naviglio Inferiore: in località Chiaviche di Poncarale il Naviglio assume questa denominazione. Lungo il percorso, che affianca la strada provinciale Brescia - Parma, il canale riceve le acque dalle rogge alimentate dalle risorgive della alta pianura Padana e nello stesso tempo alimenta numerosi vasi che irrigano le campagne di Montirone, Bagnolo Mella, Leno e Ghedi. Ha ampiezza media di poco superiore ai 4 metri, la profondità è attorno ai 30 cm.

- Naviglio di Isorella: all'altezza di Ghedi, il Naviglio riceve le acque anche dalle rogge che aveva originato come Naviglio Grande. Dopo Ghedi riassume le proporzioni del primo tratto: ampiezza superiore agli 8 metri e profondità di 50 cm. Il canale affianca la Brescia - Parma e attraversa il comune di Isorella (da cui il nome).

- Canale il Naviglio (o seriola Aspiana): poco dopo Isorella il canale si separa in tre corsi d'acqua: il Vaso Canneta, la seriola Asolana e il canale il Naviglio. Quest'ultimo tratto del Naviglio ha ampiezza massima 2 metri, profondità 20 – 30 cm e percorre i 15 km che dividono Isorella da Canneto sull'Oglio. Lungo il tratto nei pressi di Cadimarco il canale fa da confine tra le province di Brescia e Mantova.

Il Naviglio Grande, il Naviglio Isorella e il canale il Naviglio mantengono costante la portata dell'acqua lungo tutto l'anno e sono utilizzati per le gare di pesca sportiva. Gli altri tre canali fino al 2008 durante la stagione estiva andavano regolarmente in secca, ora viene sempre garantita una portata minima per preservarne la fauna.

## Storia

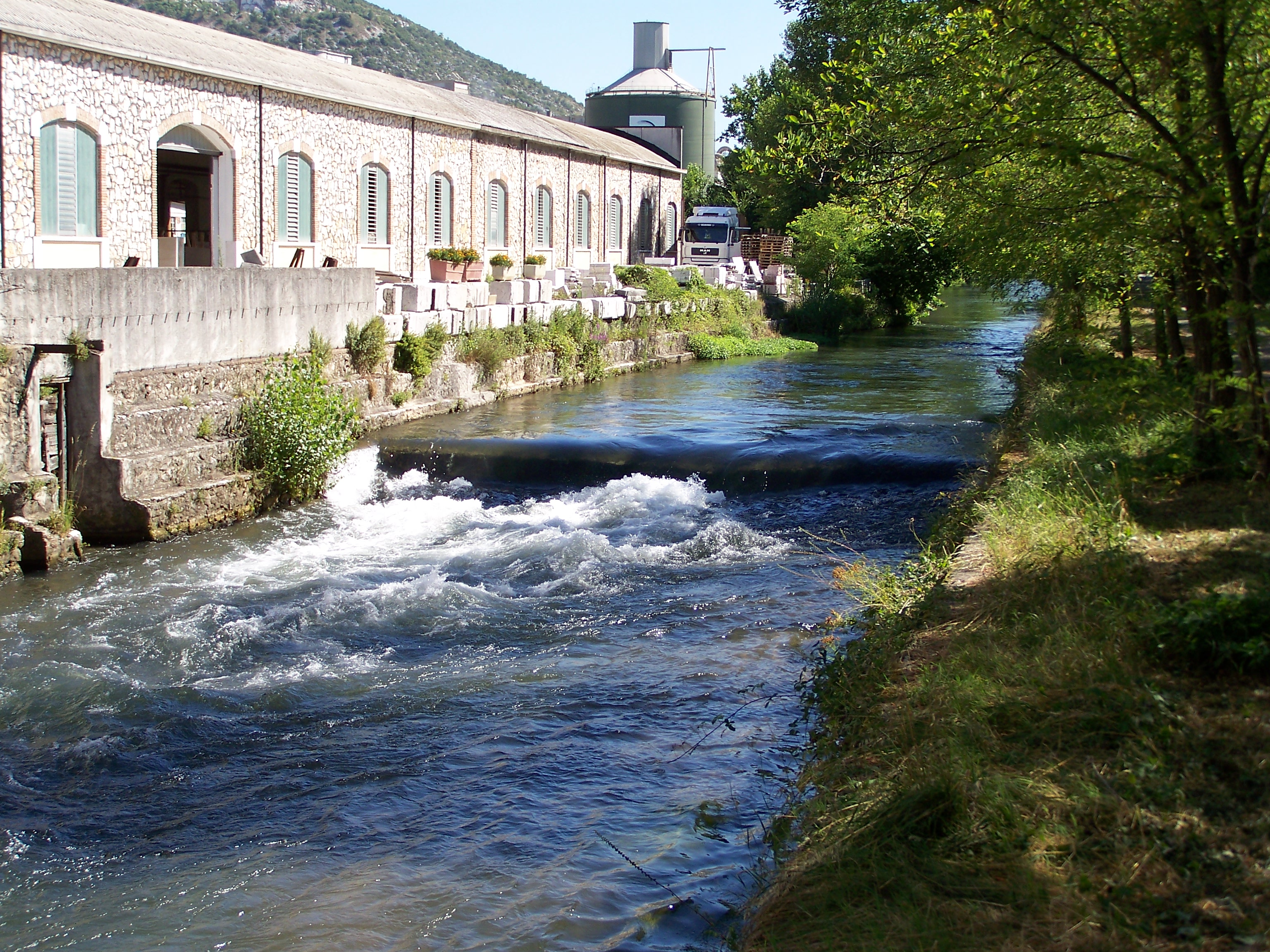
Il Naviglio a Virle, nei pressi di Rezzato

La tradizione sostiene che l'intero percorso del Naviglio sia un capolavoro dell'ingegneria idraulica della Repubblica comunale di Brescia. La sua costruzione avvenne durante la reggenza del vescovo Berardo Maggi e la tradizione vuole che sia durata un solo anno. Carlo Cocchetti, però, ha ipotizzato che il canale fosse stato costruito ai tempi dei romani e che durante il medioevo sia stato semplicemente ripulito e allargato nel tratto del Naviglio Grande, al fine di favorirne la navigazione.
Nel corso del dominio veneto si fecero numerosi progetti attorno ad un allargamento del Naviglio nel tratto successivo al porto di Brescia e ad una sua immissione nel Mella all'altezza di Manerbio, in maniera da incentivare i trasporti con la bassa pianura.
Lo spostamento del corso del Garza, avvenuto negli anni '90 del XVIII secolo, ebbe degli effetti anche sul corso del Naviglio. Le acque del porto di Canton Mombello vennero deviate nel nuovo corso del torrente; di conseguenza il tratto denominato Vaso Naviglio non venne più utilizzato. Allo stesso modo si evitò di caricare eccessivamente la portata del canale sul nuovo torrente, decidendo che il Naviglio Cerca, il quale incrocia il Garza più a sud, avrebbe alimentato il torrente per straripamento.
Durante gli anni sessanta del XX secolo si progettò la costruzione di un
canale navigabile che collegasse Brescia con Mantova, sfruttando anche gli esistenti canali Naviglio di San Zeno e Naviglio Inferiore.